# 小行星1484
小行星1484（1484 Postrema）是一颗围绕太阳公转的小行星。1938年4月29日，格利果利·N·諾伊明在克里米亚发现了此天体。
該小行星以「最後」的拉丁語命名，代表諾伊明所做的最後一次發現。
这颗小行星的绝对星等为126.83628等。